# Julio Matovelle
Julio María Matovelle Maldonado (nacido el 8 de septiembre de 1852 en Cuenca, Ecuador) fue un sacerdote, filósofo, poeta y escritor que tuvo una destacada participación en la política ecuatoriana al final del siglo XIX e inicios del XX. Trabajó activamente en la firma del Concordato con la Santa Sede, que consagró el Ecuador al Sagrado Corazón de Jesús, continuando con el proyecto empezado bajo la presidencia de Gabriel García Moreno. Además de su participación política fue un autor destacado de filosofía política defendiendo la consagración de la República y la visión ultramontana tradicional. En el ámbito religioso fue fundador de la congregación de los oblatos en Ecuador (Congregación de Misioneros Oblatos de los Corazones Santísimos de Jesús y María), que en la actualidad se encargan de administrar los principales templos católicos de dicho país. A partir del siglo XX se buscó su beatificación. El Papa Juan Pablo II lo declaró venerable en 1994.

## Reseña biográfica
Hijo de don Santiago Matovelle y de la señora Juana Maldonado. Tuvo una infancia triste pues cuando era niño vivió primero con una tía suya. Después fue criado por una indígena y finalmente pasó a cuidados de otra mujer oriunda de un pueblo del sur del país, llamada María Quinde. Si bien ella lo quiso e hizo mucho por él, sin embargo la pobreza no escapó su condición y formó parte de su experiencia infantil. Por causa de esto se enfermaba y era muy débil de niño.
Hizo obras como crear escuelas en Ecuador y Colombia.
Siempre se sintió interesado por las humanidades, la literatura, filosofía y derecho. Leía por su cuenta y era un verdadero autodidacta. Amaba el mundo antiguo y los autores clásicos a quienes apreciaba por su sencillez y verdad. Además de esto también empezó a estudiar la Biblia, especialmente las epístolas de los apóstoles.
Cuando tenía 10 años de edad entró en el Seminario de Cuenca. Se graduó en 1871 como bachiller. En 1876 colaboró en “La Voz del Azuay” y con esto logró dedicar una parte de su obra a Antonio Borrero, presidente electo, quien le nombró Profesor de Filosofía en el Colegio Nacional. En 1877 fundó la asociación de "Acción Católica" del Ecuador.
El 11 de noviembre de 1877, después de graduarse de Doctor fue nombrado por el obispo Remigio Estéves de Toral, como profesor de Economía Política, Ciencia Constitucional, Estadística y Derecho Público Eclesiástico en el Seminario de Cuenca. Durante esta época, ya que no le gustaban los textos utilizados, escribió los suyos propios. Es destacable como unía la religión con la filosofía política desarrollando ideas como que “La Libertad civil nace de la Biblia.
En 1879 su amigo el Obispo Toral le conminó a hacerse sacerdote. Formó parte de la Asamblea Nacional Constituyente que aprobó la construcción de la Basílica del Voto Nacional en 1883. En 1885 fundó la revista religiosa “La República del Corazón de Jesús” 
Además fue fundador de los Oblatos y las Oblatas de los Sagrados Corazones de Jesús y María que tuvieron una amplia obra a lo largo del país y custodian tres iglesias importantes: La Basílica del Voto Nacional, la iglesia de la Virgen del Quinche y la iglesia de la Virgen del Cisne.

## Filosofía política

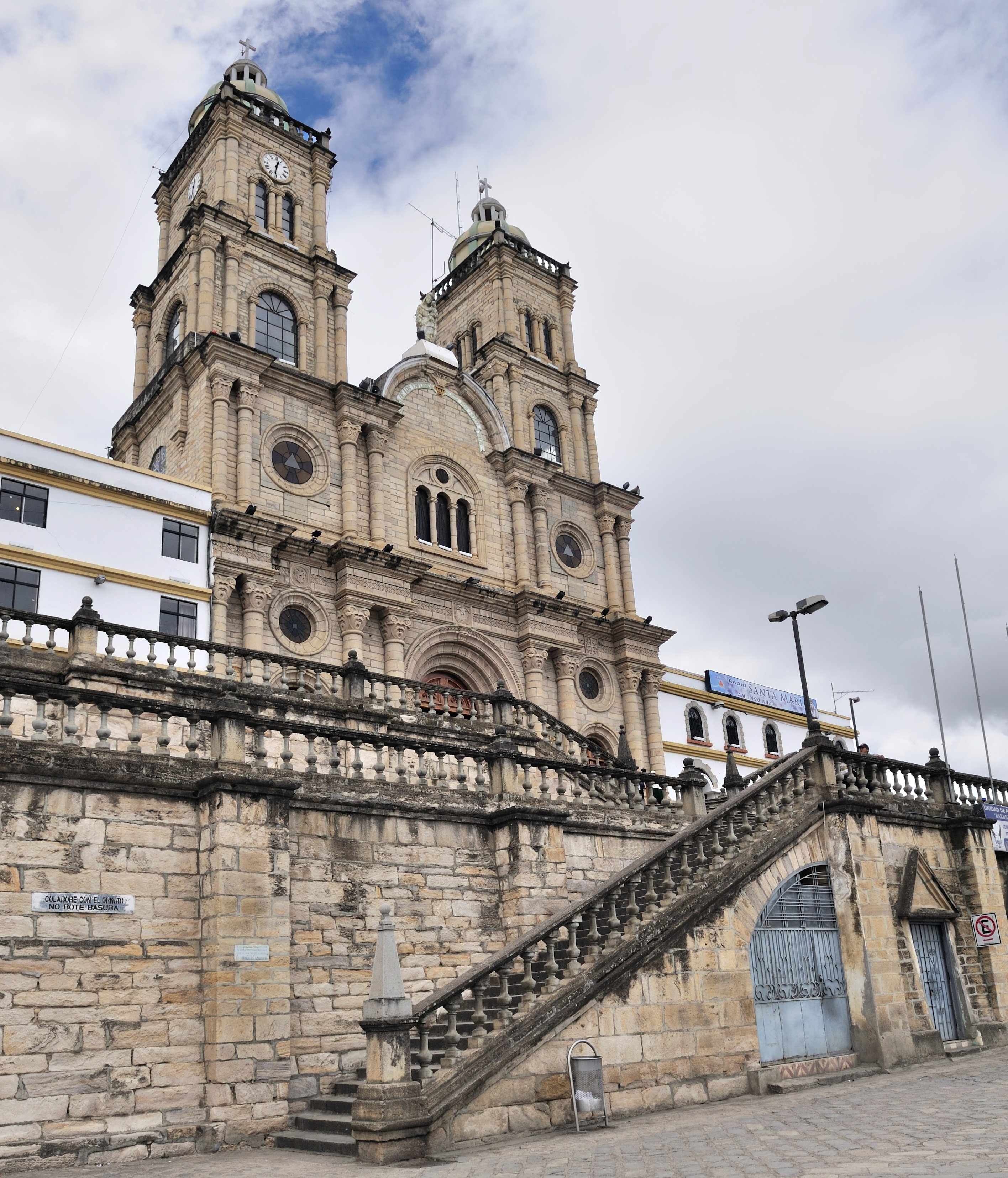
Santuario de la Virgen de la Nube

Las ideas políticas de Matovelle estuvieron influenciadas por sus creencias religiosas y fue uno de los representantes más destacados del tradicionalismo católico que apoyaba visiones integristas y gobiernos ultramontanos, característicos de Hispanoamérica durante el siglo XIX. Sus ideas se pueden resumir de la siguiente manera:
- Por Jesucristo desapareció la esclavitud del pecado.
- Cuando los hombres se apartan de Dios, son castigados con tiranos.
- La soberanía viene de Dios, quien la transmite a la autoridad a los gobiernos monárquicos.
- Contra la tiranía el remedio es la oración y mejora de las costumbres.
- Se opuso al federalismo como forma de gobierno.[4]

#### Curso de ciencias políticas
Todo esto fue desarrollado en su curso de ciencias políticas que dictaba como profesor y para lo cual escribió un libro donde aparece su afiliación a la escuela teológico católica en el derecho público junto a otros autores como Juan Carlos Taparelli y Juan Donoso Cortés.

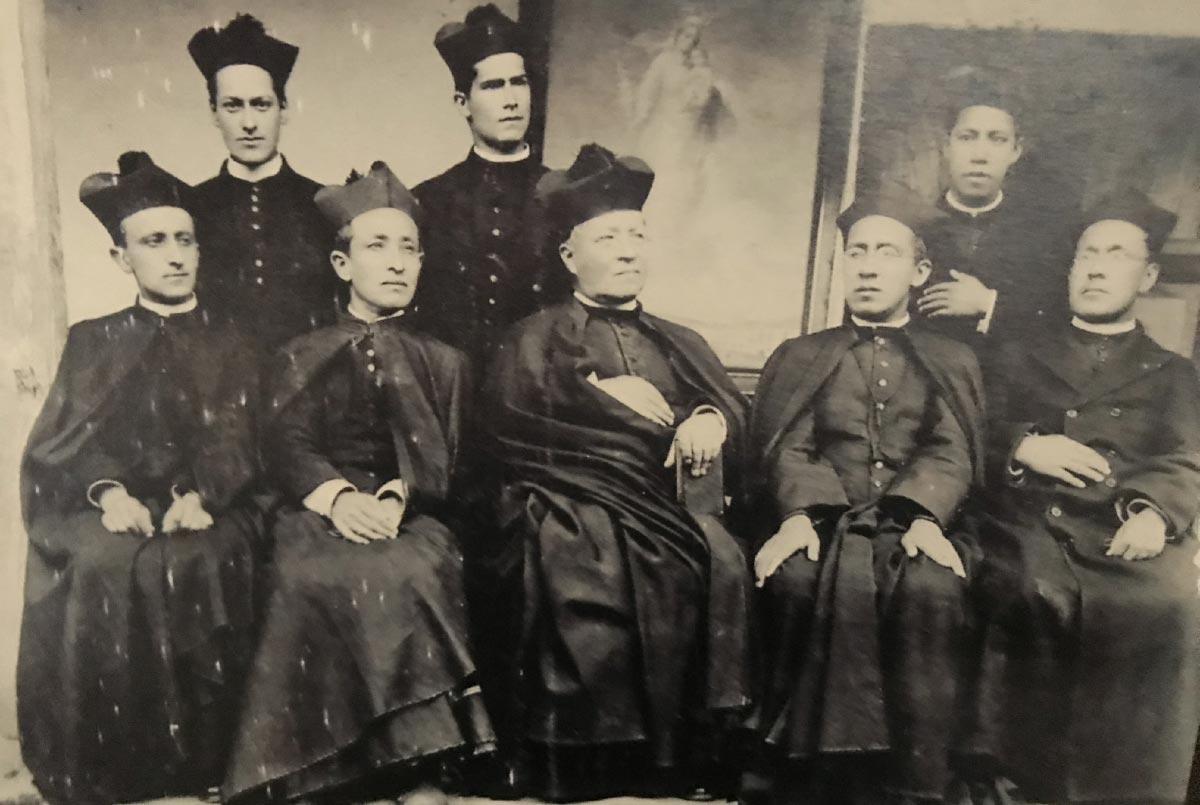
Matovelle y los oblatos

En este curso al ocuparse del poder electoral examina los distintos sistemas adoptados, censura el sufragio universal y enumera las condiciones que hacen que una elección sea válida. Para la distribución del poder buscaba un formato unitario que se divida en nacional y seccional. Además dedica un extenso capítulo a la función del municipio al que considera que el primer paso que da la familia en su desarrollo político. Su forma de gobierno buscaba la descentralización a través de garantizar la libertad a cada parroquia, ciudad y común para que administren los intereses que les sean propios. En su libro se anticipó a la creación de Consejos Provinciales que se daría en ese país años más tarde. A través de su fe y su erudición realiza un estudio profundo de las distintas formas de gobierno como la monarquía, la poliarquía, el gobierno aristocrático, el gobierno democrático así como regímenes mixtos que sean susceptibles de implementarse. Su rechazo al federalismo se basaba en las experiencias históricas que ya para ese entonces había de Venezuela, Argentina o Colombia. Cita además a Simón Bolívar y a Fray Vicente Solano como opositores a esta forma de organización territorial. 
A pesar de su formación teológica consideraba que en lo político a la ciencia por las siguientes razones. Tomaba la palabra ciencia de dos maneras: en el sentido lato que significa conjunto de conocimientos humanos y en el sentido estricto que es el conjunto razonado y sistemático de esos conocimientos. A este último se referirá como sinónimo de filosofía y proseguirá desarrollando el resto de su libro. Siguiendo a Aristóteles consideraba al ser humano con una parte animal y otra racional. Su telos, o propósito, sería el bien intermediario y último. Para el intermediario se encargaba las ciencias políticas de permitir al hombre conseguir los bienes temporales, para el último sería la iglesia la encargada de guiar a las almas a su realización.

## Concordato

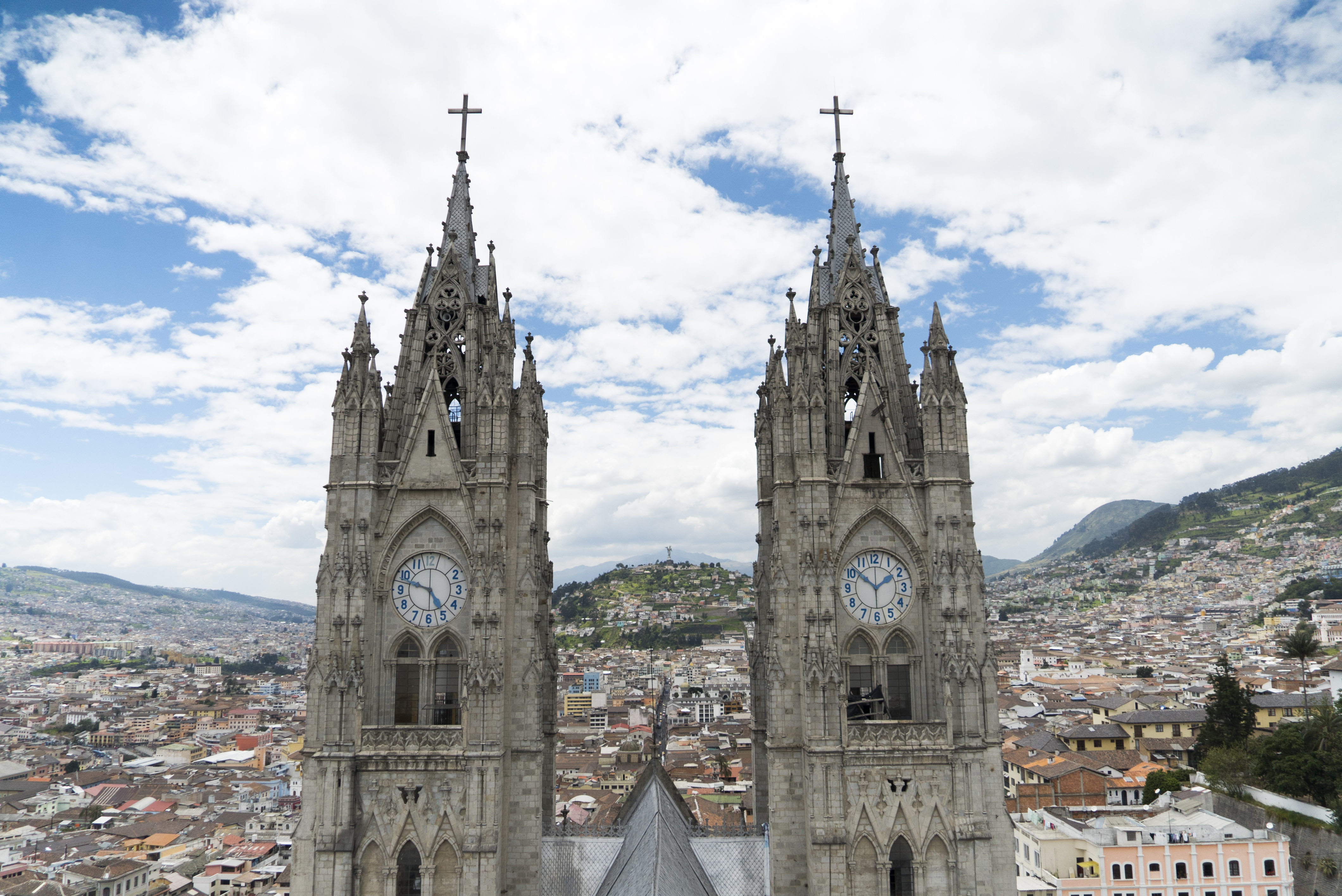
Basílica del Voto Nacional construida para la consagración al Sagrado Corazón de Jesús y en el fondo el Panecillo, con la Virgen de Legarda, por la consagración al Inmaculado Corazón de María.

El Ecuador venía de una grave crisis institucional cayendo en una guerra civil en 1859 que tuvo como principal protagonista al General Guillermo Franco, quien amenazaba la integridad del país a favor del Perú, con tal de poder obtener su preciado poder político. Como respuesta surge la figura de Gabriel García Moreno quien encabezó la oposición a este hecho y con la ayuda del general Juan José  Flores, quien quería reivindicarse después de sus gobiernos dictatoriales, pelearon contra el general Franco y restituyeron el orden y pusieron fin a la guerra civil. A partir de ese momento García Moreno toma el poder por un periodo de tiempo que durará cerca de 10 años y que terminaría con su muerte y martirio. En la parte final de su mandato, y siendo creyente en que la religión católica era la que iba a unir a un país que estaba cargado de divisiones y al borde de la separación empezó el proceso de la firma del Concordato con la Santa Sede.

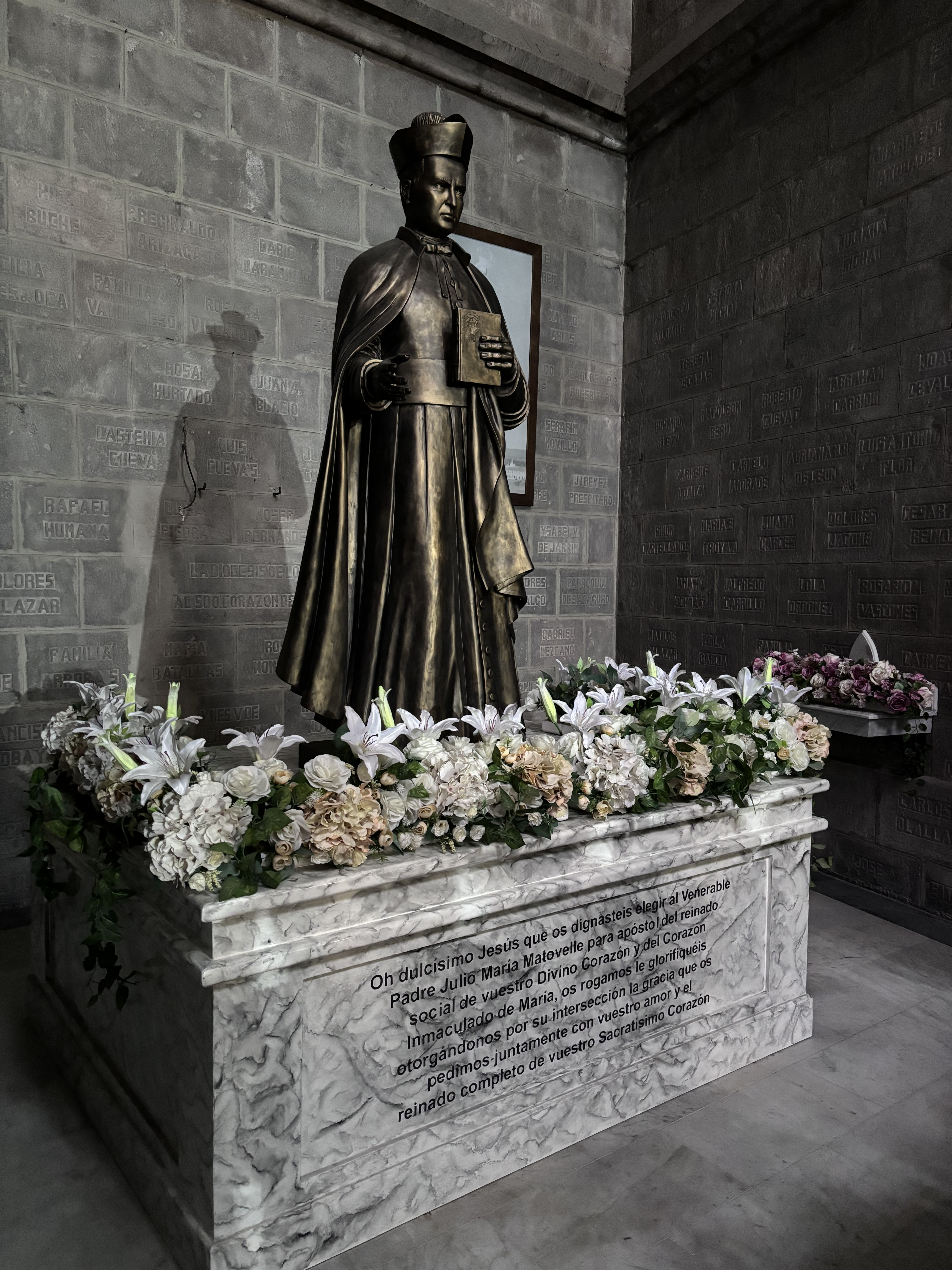
Monumento a Julio Matovelle en la Basílica del Voto Nacional, Quito.

Con este contexto, podemos entender el rol que tuvo el Padre Matovelle en todo este proceso y por qué su formación tanto teológica como jurídica fue un gran complemento a la obra realizada por Manuel J. Proaño. El 25 de marzo de 1874, se firma el Concordato, convirtiendo al Ecuador en el primer país en el mundo en consagrase al Sagrado Corazón de Jesús y al Inmaculado Corazón de María. Matovelle participó activamente en la difusión de estas ideas y formó parte de la asamblea en ese momento. Para la consagración del país se necesitaban tres requisitos: uno legal, uno simbólico y uno material. Como requisito legal debía aprobarse en la ley la consagración. En el aspecto simbólico debía bordarse dentro de la bandera nacional el Sagrado Corazón de Jesús. Por último como muestra material se construyó la Basílica del Voto Nacional, una iglesia de estilo neogótico, construido en pleno siglo XIX en una ciudad ya de por sí repleta de iglesias y conventos. En esta iglesia se puede ver la pintura de Jesús, con el corazón abierto y una luz iluminando a un país en la mitad del mundo. Para la consagración al inmaculado corazón de María se construyó un monumento a la Virgen del Apocalipsis, alada y venciendo a la serpiente del Génesis. Obra inspirada en las vírgenes aladas de Legarda, que fueron tan famosas durante el desarrollo de la escuela quiteña un siglo antes.
Este hecho, la reciente guerra civil, sumado al asesinato de García Moreno aumentaron la carga simbólica y la temática del martirio como homicidio fundacional y el derramamiento de sangre como base del nacimiento del nuevo país. No faltó la relación entre el sagrado corazón de Jesús, el inmaculado corazón de María, la muerte de García Moreno y el fallecimiento de Mariana de Jesús para completar el relato religioso de la nueva fundación del país. 

Sobre Mariana de Jesús, Matovelle dijo en su revista "República del Sagrado Corazón de Jesús":
"... esperamos que la tierra empapada en la heroica sangre de Mariana de Jesús ha de ser siempre fecunda en azucenas de pureza y en palmas de martirio. Sangre de víctimas ha de ser el riego con que se nutra, vigorice y prospere la Nación que como una hostia se ha consagrado al Altísimo."
Sobre García Moreno, completaba en la misma publicación:
"Dios, que eligió á este hombre extraordinario para que, en medio de la apostasía universal de los gobiernos, diese al mundo el más heroico ejemplo dé fe cristiana consagrando todo un pueblo al Corazón Sacratísimo del Salvador, le adornó también con las cualidades necesarias para llenar cumplidamente misión tan grandiosa, poniendo principalmente en su alma el amor y la sed del sacrificio."
De esa forma, con el sacrificio de una mujer y un hombre, la primera de Quito, el segundo de Guayaquil, Mariana de Jesús luchando contra la naturaleza y los terremotos, García Moreno contra la apostasía y la corrupción de la moral, quedaba consagrado el Ecuador al Sagrado Corazón de Jesús y al Inmaculado Corazón de María. Quedaban entonces de testigos los dos monumentos más importantes del centro histórico de Quito: la Basílica del Voto Nacional y la Virgen del Panecillo.

## Beatificación
Desde su muerte a inicios del siglo XX, en Ecuador se luchó por su beatificación. Fue declarado venerable por San Juan Pablo II en 1994, pero se espera aún, por parte de los devotos, su beatificación. El proceso se ha seguido impulsando en el Ecuador hasta el siglo XXI.

## Obras

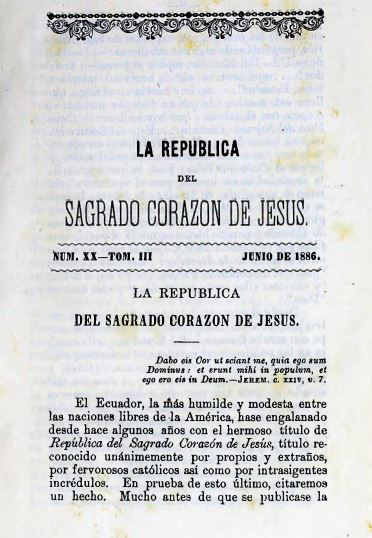
Portada de la revista República Sagrado Corazón de Jesús, fundada por Matovelle

Dentro de sus publicaciones en libros, cursos, revistas y periódicos se encuentran:

### Filosofía política
- Curso elemental de ciencias políticas I
- Curso elemental de ciencias políticas II
- Catolicismo y libertad
- Principios generales de derecho público eclesiástico

### Religión
- Monografía sintética de la misión dominicana de Caneos
- Imágenes y santuarios célebres de la Virgen Santísima
- Documentos para la historia de la beata Mariana de Jesús
- La República del Sagrado Corazón de Jesús, revista

### Ensayos
- Con las debidas licencias
- Memorias, antología de escritos

### Literatura
- Un drama en las catacumbas

### Edición de sus obras
- Obras completas I, elogios tributados a la memoria del autor, 1930, 321 p.
- Obras completas II, poesía y periodismo, 1980, 1149 p.
- Obras completas III, oratoria, 1980, 559 p.
- Obras completas IV, discursos parlamentarios, 1950, 218 p.
- Obras completas V, el dogma de la presencia de Jesucristo en la Eucaristía, 1947, 434 p.
- Obras completas VI, discursos y artículos sobre el sagrado Corazón de Jesús, 1949, 280 p.
- Obras completas VII, discursos y artículos sobre la sagrada Eucaristía, 1947, 434 p.